# بريان تومسون
بريان تومسون (بالإنجليزية: Bryan Thompson)‏ هو مجدف كندي، ولد في القرن العشرين.

## وصلات خارجية
- بريان تومسون على موقع الاتحاد الدولي للتجديف (الإنجليزية)